# Municipio de Bowen (Dakota del Norte)
El municipio de Bowen (en inglés: Bowen Township) es un municipio ubicado en el condado de Sargent en el estado estadounidense de Dakota del Norte. En el año 2010 tenía una población de 67 habitantes y una densidad poblacional de 0,72 personas por km².

## Geografía
El municipio de Bowen se encuentra ubicado en las coordenadas 46°9′12″N 97°41′43″O / 46.15333, -97.69528. Según la Oficina del Censo de los Estados Unidos, el municipio tiene una superficie total de 92.49 km², de la cual 92,49 km² corresponden a tierra firme y (0 %) 0 km² es agua.

## Demografía
Según el censo de 2010, había 67 personas residiendo en el municipio de Bowen. La densidad de población era de 0,72 hab./km². De los 67 habitantes, el municipio de Bowen estaba compuesto por el 100 % blancos. Del total de la población el 0 % eran hispanos o latinos de cualquier raza.